# 脆杆藻目
脆杆藻目（学名：Fragilariales）为硅藻纲的一个目。

## 下级分类
本目包括以下科：
- 脆杆藻科 Fragilariaceae
- 十字脆杆藻科 Staurosiraceae

未指定科的属：
- Hyalogramma M.Garcia, 2012